# يهودا غليك
يهودا يشوع غليك (بالعبرية: יהודה גליק ، مواليد 20 نوفمبر 1965) هو حاخام إسرائيلي، وناشط سياسي صهيوني متطرف، يعمل على تمكين اليهود من الصلاة في المسجد الأقصى الذي يسمونه ويزعمون «جبل الهيكل». وهو زعيم منظمة هاليبا المتطرفة، التي هي ائتلاف من جماعات يهودية متطرفة تهدف كذلك لتحقيق الولوج الشامل إلى جبل الهيكل. وغليك هو رئيس لمؤسسة «تراث جبل الهيكل»، كما عمل سابقا مديرا تنفيذيا لمعهد الهيكل. وهو يعيش في عتنائيل.
تقلد غيلك عدة مناصب مهمة منها العمل لمدة عشر سنوات في وزارة الاستيعاب والهجرة، وعمل متحدثا باسم الوزير السابق بولي أدلشتاين، ومدير العلاقات لمركز الهوية اليهودية، ومدير مكتب عسقلان الإقليمي.

## مسيرته
قدم من الولايات المتحدة وهو في التاسعة من عمره. وبعد أن أقام مدة طويلة في مدينة بئر السبع، برفقة والده البروفيسور شيمعون غليك، مدير كلية الطب في جامعة بن غوريون. انتقل لمستوطنة «عتنيئيل» قرب الخليل. حصل على شهادة ماجستير في دراسات التوراة وتاريخ الشعب اليهودي، وعمل حاخاما محاضرا في مدارس دينية. وبعد خدمته العسكرية عمل في تنظيم هجرة اليهود من الاتحاد السوفياتي.
وعمل ناطقا لوزارة استيعاب المهاجرين عندما شغلتها تسيبي ليفني. سنة 2005 قدم استقالته من وزارة الاستيعاب، احتجاجا على خطة فك الارتباط عن قطاع غزة وباشر في إدارة «معهد الهيكل» داخل البلدة القديمة في القدس المحتلة. ورغم انتسابه لحزب الليكود إلى أنه يهاجم الحكومة لعدم إغلاقها الحرم القدسي أمام المسلمين المتهمين بالتورط في «أعمال إرهابية»، بدلا من إغلاقه أمام يسميهم «اليهود الأبرياء الذين لا ذنب لهم سوى رغبتهم بزيارة المكان المقدس التابع لهم»، حسب قوله.

### اقتحام الأقصى
نعتته الشرطة ووسائل الإعلام الإسرائيلية بالرجل بالاستفزازي الخطير، حيث كان دائما يتزعم محاولات اقتحام الحرم القدسي الشريف، حيث كان يقدم للزوار اليهود شروحات عن حيوية بناء الهيكل الثالث المزعوم.
وعلى خلفية اعتداءاته أصدرت الشرطة سنة 2013 أمرا بحظر دخوله للحرم القدسي، فبادر في الإضراب عن الطعام احتجاجا على ذلك القرار. وقال إن إسرائيل «حررّت القدس لكنها لم تحرر شرطتها بعد من الخوف والجبن، إزاء العدو الإرهابي».

### محاولة اغتيال
في 30 أكتوبر 2014 تعرض غليك لمحاولة اغتيال، حيث أطلق عليه سائق دراجة نارية ثلاث رصاصات، نُقل على إثرها للعناية الفائقة بمستشفى «شاعري تسيدك». واتهمت السلطات الإسرائيلية الأسير الفلسطيني السابق معتز حجازي.